# Christine Peterson
Christine L. Peterson est une prévisionniste américaine et cofondatrice du Foresight Institute. On lui attribue le mérite d'avoir suggéré le terme « open source » pour qualifier des logiciels livrés avec certaines licences qui en facilitent la redistribution,,.
Peterson est titulaire d'une licence en chimie du MIT. Elle est membre de l'alliance pour la cryoconservation menée par la Fondation Alcor Life Extension, depuis le milieu des années 1980.

## Travaux

### Logiciels Open Source
D'après le site Slashdot, Christine Peterson a forgé le terme "open source" le 3 février 1998 :
 
L'intérêt pour les logiciels gratuits commençait à gagner au-delà de la communauté des développeurs, et il devenait de plus en plus clair qu'il y avait là une occasion de changer la face du monde... On a échangé sur le besoin de trouver un nouveau terme pour réduire certaines confusions. L'argument était le suivant : les nouveaux adeptes du concept "free software" supposaient que cela parlait de gratuité. Les plus anciens doivent alors se lancer dans une explication commençant généralement par "on dit "free" (libre) comme dans "freedom" (liberté) et non "free"(gratuit) comme dans "free beer"(bière à volonté) [...] La même semaine, d'une rencontre à l'autre, j'étais toujours concentrée sur le besoin de trouver un meilleur terme et j'en suis arrivée à l'expression "open source software". Bien que n'étant pas optimale, elle m'a semblée suffisamment pertinente. Je l'ai partagée avec au moins quatre autres personnes : Eric Drexler, Mark Miller et Todd Anderson l'ont approuvé, tandis qu'un ami du marketing et des relations publiques pensait que le terme "Open" (ouvert) était sur-utilisé ou utilisé de manière abusive et considérait que nous pouvions trouver mieux.  
En 1991, elle a co-écrit Unbounding the Future: the Nanotechnology Revolution avec Gayle Pergamit et Eric Drexler,  qui esquisse les avantages environnementaux et médicaux potentiels de la nanotechnologie ainsi que les abus possibles. En 1997, elle a coécrit Leaping the Abyss: Putting Group Genius to Work avec Gayle Pergamit. 

### Articles
- « Penser la technologie à long terme », 2009[7].